# Lijst van Vlaamse waterschappen
Een waterschap in Vlaanderen is een overheidsinstantie die in een bepaalde regio tot taak heeft de waterhuishouding te regelen. Ook wordt de term waterschap gebruikt om de regio aan te duiden waarover die instantie zeggenschap heeft. Het gebied wordt niet bepaald door gemeente- of provinciegrenzen, maar door stroomgebieden of afwateringsgebieden in een bepaalde regio.
Onderstaande lijst bevat alle Vlaamse waterschappen gesorteerd per initiatiefnemende provincie.

## Antwerpen
- Waterschap Beneden Nete
- Waterschap Bovenlopen Kleine Nete
- Waterschap Benedenvliet (Grote Struisbeek)
- Waterschap Grote Nete, Molse Nete en Grote Laak
- Waterschap Grote Nete en Wimp
- Waterschap Het Schijn
- Waterschap Kleine Nete en Aa
- Waterschap Kleine Nete en Bollaak
- Waterschap Mark en Weerijs
- Waterschap Rivierenland
- Waterschap Vrouwvliet

## Limburg
- Waterschap Bovenstroom Demer
- Waterschap Centrale Maasvlakte
- Waterschap Dommel en Warmbeek
- Waterschap Herk en Mombeek
- Waterschap Jeker, Heeswater en Voeren
- Waterschap Melsterbeek
- Waterschap Noordoost-Limburg
- Waterschap Zwarte Beek en Mangelbeek

## Oost-Vlaanderen
- Waterschap Benedenleie
- Waterschap Bovenschelde Zuid
- Waterschap Burggravenstroom
- Waterschap Brugse Polders Oost
- Waterschap Dendermeersen
- Waterschap De drie Molenbeken
- Waterschap Kanaal van Stekene
- Waterschap Krekenland
- Waterschap Land van Aalst
- Waterschap Land van Waas
- Waterschap Moervaart en Gentse Binnenwateren
- Waterschap Poekebeek en Oude Kale
- Waterschap Scheldemeersen
- Waterschap Schelde- en Durmepolders

## Vlaams-Brabant
- Waterschap Bellebeek
- Waterschap Demer-Noord
- Waterschap Demer-Zuid
- Waterschap Dijle-Noord
- Waterschap Dijle-Zuid
- Waterschap Mark
- Waterschap Zenne-Noord
- Waterschap Zenne-Zuid

## West-Vlaanderen
- Waterschap Damse Polder - Sint Trudoledeken
- Waterschap Gaverbeek
- Waterschap Gistel - Ambacht
- Waterschap Grensleie-Heulebeek
- Waterschap Handzamevaart
- Waterschap Kerkebeek - Rivierbeek
- Waterschap Mandel-Devebeek
- Waterschap Oudlandpolder Blankenberge
- Waterschap Veurne-Ambacht
- Waterschap West-Vlaamse Schelde
- Waterschap Zuid-IJzer
- Waterschap Zwinstreek